# デヤン・ミロヴァノヴィッチ
デヤン・ミロヴァノヴィッチ（Dejan Milovanović, セルビア語: Дејан Миловановић, 1984年1月21日 - ）は、ユーゴスラビア（現・セルビア）出身のサッカー選手。ポジションはミッドフィールダー。主にセントラルミッドフィールダーとしてプレーをする。

## 経歴
レッドスター・ベオグラードの下部組織出身。2001年11月17日、17歳でプロデビューを果たした。2001年から2008年までレッドスター・ベオグラードに在籍し、合計153試合出場、17得点を記録した。2006年からはチームキャプテンも務め、また、セルビアU-21代表のチームキャプテンも兼任していた。
2008年7月、フランスのRCランスへ移籍した。フランスリーグ・ドゥ2008-2009シーズンの開幕戦で、早くも得点を挙げたが、2010年にレンタル移籍の形でレッドスターに復帰した。
セルビア代表としては、2008年5月28日の国際親善試合・ロシア戦で代表初キャップを記録した。

## 所属クラブ
- レッドスター・ベオグラード 2001-2008
- RCランス 2008-2012

→ レッドスター・ベオグラード（レンタル移籍） 2010-2011
→ パニオニオスFC（レンタル移籍） 2011-2012
- FKヴォジュドヴァツ 2013-2014